# Vittória Lopes
Vittória Lopes (15 de marzo de 1996) es una deportista brasileña que compite en triatlón.
Ganó tres medallas en los Juegos Panamericanos, en los años 2019 y 2023, y cuatro medallas en el Campeonato Panamericano de Triatlón entre los años 2017 y 2022.

## Palmarés internacional
| Juegos Panamericanos    | Juegos Panamericanos   | Juegos Panamericanos | Juegos Panamericanos |
| Año                     | Lugar                  | Medalla              | Prueba               |
| ----------------------- | ---------------------- | -------------------- | -------------------- |
| 2019                    | Lima (Perú)            | Medalla de oro       | Relevo mixto         |
| 2019                    | Lima (Perú)            | Medalla de plata     | Individual           |
| 2023                    | Santiago (Chile)       | Medalla de oro       | Relevo mixto         |
| Campeonato Panamericano |                        |                      |                      |
| Año                     | Lugar                  | Medalla              | Prueba               |
| 2017                    | Puerto López (Ecuador) | Medalla de bronce    | Individual           |
| 2019                    | Monterrey (México)     | Medalla de oro       | Relevo mixto         |
| 2022                    | Montevideo (Uruguay)   | Medalla de oro       | Relevo mixto         |
| 2022                    | Montevideo (Uruguay)   | Medalla de plata     | Individual           |